# Lijst van rijksmonumenten in Almelo (stad)
De plaats Almelo telt 76 inschrijvingen in het rijksmonumentenregister. Hieronder een overzicht.
| Object | Oorspronkelijke functie?     | Bouwjaar                                        | Architect                             | Locatie                     | Coördinaten?                  | Nr.?   | Afbeelding                                                                    |
| --- | ---------------------------- | ----------------------------------------------- | ------------------------------------- | --------------------------- | ----------------------------- | ------ | ----------------------------------------------------------------------------- |
| Israelitische begraafplaats | Begraafplaats en -onderdelen |                                                 |                                       | Boddenstraat 22             | 52° 21' 34" NB, 6° 39' 42" OL | 7476   | Meer afbeeldingen                                                             |
| Doopsgezinde Kerk | Kerk en kerkonderdeel        | laatste kwart 18e eeuw                          |                                       | Grotestraat 57              | 52° 21' 26" NB, 6° 39' 52" OL | 7478   | Meer afbeeldingen                                                             |
| Winkelpand met halsgevel | Winkel                       | 18e eeuw                                        |                                       | Grotestraat 67              | 52° 21' 25" NB, 6° 39' 52" OL | 7479   | Meer afbeeldingen                                                             |
| Voormalig herenhuis "Hofkeshuis" | Woonhuis                     | laatste kwart 18e eeuw                          |                                       | Grotestraat 62              | 52° 21' 25" NB, 6° 39' 54" OL | 7480   | Meer afbeeldingen                                                             |
| Oude Raadhuis | Bestuursgebouw en onderdl    | 1690                                            |                                       | Grotestraat 80              | 52° 21' 22" NB, 6° 39' 55" OL | 7481   | Meer afbeeldingen                                                             |
| Verdiepingloos pand onder dubbel schilddak met hoekschoorstenen. Dakkapel. Schuifvensters in empire-trant                                                       | Woonhuis                     |                                                 |                                       | Koornmarkt 19               | 52° 21' 21" NB, 6° 39' 58" OL | 7482   | Meer afbeeldingen                                                             |
| Kleine stadswoning. Gepleisterde voorgevel met lage goot. Schilddak met pannen. Achtergevel aan de Gotte met houten topgevel en vakwerk. (Genaamd wevershuisje) | Woonhuis                     | laatste kwart 19e eeuw                          |                                       | Kerkengang 5                | 52° 21' 31" NB, 6° 39' 56" OL | 7483   | Meer afbeeldingen                                                             |
| Israelitische begraafplaats op het Sluitersveld, sinds 1850 buiten gebruik                                                                                      | Begraafplaats en -onderdl    |                                                 |                                       | Kerkhofsweg 1               | 52° 22' 15" NB, 6° 41' 4" OL  | 7484   | Israelitische begraafplaats op het Sluitersveld, sinds 1850 buiten gebruik    |
| Gepleisterd, onderkelderd woonhuis met fors schilddak | Woonhuis                     | 18e-19e eeuw                                    |                                       | Kerkplein 13                | 52° 21' 29" NB, 6° 39' 59" OL | 7485   | Meer afbeeldingen                                                             |
| Verdiepingloos pand met langsgevel aan het plein | Woonhuis                     | derde kwart 19e eeuw                            |                                       | Kerkplein 15                | 52° 21' 29" NB, 6° 40' 0" OL  | 7486   | Meer afbeeldingen                                                             |
| Grote Kerk | Kerk en kerkonderdeel        | 1493, 1738                                      |                                       | Kerkplein 17                | 52° 21' 30" NB, 6° 39' 59" OL | 7487   | Meer afbeeldingen                                                             |
| Toren Grote Kerk | Kerk en kerkonderdeel        | 1738, 1777                                      |                                       | Kerkplein 17                | 52° 21' 30" NB, 6° 39' 58" OL | 7488   | Meer afbeeldingen                                                             |
| Twee Bentheimer-stenen poortpijlers. Door vazen bekroond | Straatmeubilair              | eerste helft 18e eeuw                           |                                       | Bij Kerkplein 2             | 52° 22' 12" NB, 6° 39' 2" OL  | 7489   | Meer afbeeldingen                                                             |
| Het oude Rectorshuis. Woonhuis van begane grond met schilddak. Ingangspartij met bovenlicht en omlijsting. Rechts twee, links vier achtruits empire-ramen       | Dienstwoning                 |                                                 |                                       | Korte Prinsenstraat 2       | 52° 21' 15" NB, 6° 39' 54" OL | 7490   | Meer afbeeldingen                                                             |
| Fors, vrijliggend pand waarvan het achtergedeelte gedekt door twee evenwijdige zadeldaken                                                                       | Boerderij                    | 1790                                            |                                       | Krommendijk 3               | 52° 22' 31" NB, 6° 41' 26" OL | 7491   | Meer afbeeldingen                                                             |
| De Hoop | Industrie- en poldermolen    | 1870/1910                                       |                                       | Nieuwstraat 71A             | 52° 21' 2" NB, 6° 39' 21" OL  | 7492   | Meer afbeeldingen                                                             |
| Boerderij onder pannendak, aan wooneinde wolfeind. Zandstenen put met jaartal                                                                                   | Boerderij                    | 1742 (put)                                      |                                       | Willem de Clercqstraat 99   | 52° 20' 60" NB, 6° 38' 33" OL | 7493   | Boerderij onder pannendak, aan wooneinde wolfeind. Zandstenen put met jaartal |
| Middeleeuwse vluchtburcht | Archeologisch monument       | ca. 1000                                        |                                       | Schuilenburglaan            | 52° 21' 34" NB, 6° 37' 21" OL | 45076  | Upload foto                                                                   |
| Huis van bewaring | Gerechtsgebouw               | 1928                                            |                                       | Marktstraat 7               | 52° 21' 16" NB, 6° 39' 49" OL | 507664 | Meer afbeeldingen                                                             |
| Twee dienstwoningen | Dienstwoning                 | 1928                                            |                                       | Marktstraat 1               | 52° 21' 17" NB, 6° 39' 50" OL | 507665 | Twee dienstwoningen                                                           |
| Directeurswoning | Dienstwoning                 | 1928                                            |                                       | De Waag 5de                 | 52° 21' 18" NB, 6° 39' 50" OL | 507666 | Directeurswoning                                                              |
| Marechausseekazerne en dienstwoningen | Militair verblijfsgebouw     | 1937                                            |                                       | Vriezenveenseweg 122        | 52° 22' 15" NB, 6° 39' 60" OL | 507668 | Upload foto                                                                   |
| Paardestallen | Bijgebouwen                  | 1937                                            |                                       | Vriezenveenseweg 122        | 52° 22' 15" NB, 6° 39' 60" OL | 507669 | Upload foto                                                                   |
| Algemene Begraafplaats Almelo: toegangshek | Erfscheiding                 | 1920                                            |                                       | Wierdensestraat 140         | 52° 21' 19" NB, 6° 38' 44" OL | 507675 | Meer afbeeldingen                                                             |
| Algemene Begraafplaats Almelo: werkplaats | Dienstwoning                 | 1920                                            |                                       | Wierdensestraat 140         | 52° 21' 18" NB, 6° 38' 43" OL | 507676 | Meer afbeeldingen                                                             |
| Algemene Begraafplaats Almelo: werkplaats | Industrie                    | 1920                                            |                                       | Wierdensestraat 140         | 52° 21' 18" NB, 6° 38' 44" OL | 507677 | Meer afbeeldingen                                                             |
| Algemene Begraafplaats Almelo: aula | Crematorium                  | 1920                                            |                                       | Wierdensestraat 140         | 52° 21' 18" NB, 6° 38' 43" OL | 507678 | Meer afbeeldingen                                                             |
| Algemene Begraafplaats Almelo: bloembakken/ornamenten | Straatmeubilair              | 1920                                            |                                       | Wierdensestraat 140         | 52° 21' 16" NB, 6° 38' 46" OL | 507679 | Meer afbeeldingen                                                             |
| Bellinckhof: landhuis | Kasteel, buitenplaats        | 1917                                            | Karel Muller en Johan Wilhelm Hanrath | Wierdensestraat 208         | 52° 21' 17" NB, 6° 38' 8" OL  | 507681 | Meer afbeeldingen                                                             |
| Bellinckhof: dienstwoning | Dienstwoning                 | 1919                                            |                                       | Wierdensestraat 204         | 52° 21' 19" NB, 6° 38' 22" OL | 507682 | Meer afbeeldingen                                                             |
| Bellinckhof: dienstwoning | Dienstwoning                 | 1919                                            |                                       | Wierdensestraat 206         | 52° 21' 18" NB, 6° 38' 22" OL | 507683 | Bellinckhof: dienstwoning                                                     |
| Bellinckhof: kwekerij en muur | Tuin, park en plantsoen      | 1919-1920                                       |                                       | Wierdensestraat bij 206     | 52° 21' 18" NB, 6° 38' 22" OL | 507684 | Meer afbeeldingen                                                             |
| Bellinckhof: koetshuis | Bijgebouwen kastelen enz.    | 1919                                            |                                       | Wierdensestraat 210         | 52° 21' 19" NB, 6° 38' 2" OL  | 507685 | Meer afbeeldingen                                                             |
| Bellinckhof: zonnewijzer | Tuin, park en plantsoen      | 1917-1920                                       |                                       | Wierdensestraat 208         | 52° 21' 17" NB, 6° 38' 8" OL  | 507686 | Upload foto                                                                   |
| Bellinckhof: tuin | Tuin, park en plantsoen      | 1917-1921                                       |                                       | Wierdensestraat 208         | 52° 21' 17" NB, 6° 38' 8" OL  | 507687 | Upload foto                                                                   |
| Blok van 12 woningen | Dienstwoning                 | 1889                                            |                                       | Herengracht 2 t/m 24        | 52° 21' 31" NB, 6° 40' 0" OL  | 507691 | Blok van 12 woningen                                                          |
| St. Georgiusbasiliek | Kerk en kerkonderdeel        | 1901                                            | W. te Riele Gzn                       | Boddenstraat 78             | 52° 21' 36" NB, 6° 39' 54" OL | 507692 | Meer afbeeldingen                                                             |
| Voormalig herenhuis | Woonhuis                     | 1900                                            |                                       | Wierdensestraat 25          | 52° 21' 19" NB, 6° 39' 41" OL | 507693 | Voormalig herenhuis                                                           |
| Bankgebouw | Handel en kantoor            | 1908                                            | G. Beltman                            | Wierdensestraat 2           | 52° 21' 19" NB, 6° 39' 48" OL | 507694 | Meer afbeeldingen                                                             |
| Waag | Handel en kantoor            | 1913                                            | P. Kolpa                              | De Waag 1                   | 52° 21' 18" NB, 6° 39' 50" OL | 507695 | Meer afbeeldingen                                                             |
| Sociteit | Vergadering en vereniging    | 1895                                            | Bernardus Vixseboxse Bz.              | Grotestraat 100a            | 52° 21' 20" NB, 6° 40' 0" OL  | 507696 | Sociteit                                                                      |
| Sesa | Opslag                       | 1910                                            |                                       | Poulinkstraat 3             | 52° 21' 12" NB, 6° 39' 43" OL | 507697 | Sesa                                                                          |
| Winkel/woonhuis Het Spiegelhuys | Werk-woonhuis                | 1883                                            |                                       | Tuinstraat 16               | 52° 21' 10" NB, 6° 39' 46" OL | 507698 | Meer afbeeldingen                                                             |
| Sint-Elisabethziekenhuis Almelo | Gezondheidszorg              | 1928                                            |                                       | Hofkampstraat 52            | 52° 21' 12" NB, 6° 40' 12" OL | 507699 | Meer afbeeldingen                                                             |
| Watertoren | Nutsbedrijf                  | 1926                                            |                                       | Bij Reggestraat 7           | 52° 21' 5" NB, 6° 40' 6" OL   | 507700 | Meer afbeeldingen                                                             |
| Herenhuis | Woonhuis                     | ca. 1890                                        |                                       | Wierdensestraat 40          | 52° 21' 18" NB, 6° 39' 31" OL | 507701 | Herenhuis                                                                     |
| Klooster-Esch | Woonhuis                     | 1925                                            |                                       | Wierdensestraat 32          | 52° 21' 17" NB, 6° 39' 35" OL | 507702 | Klooster-Esch                                                                 |
| Huize Castello | Woonhuis                     | 1900                                            |                                       | Hofstraat 79                | 52° 21' 19" NB, 6° 40' 15" OL | 507704 | Huize Castello                                                                |
| Landhuis | Kasteel, buitenplaats        | 1917                                            | Th. Rueter                            | Bornsestraat 112            | 52° 20' 57" NB, 6° 40' 26" OL | 507705 | Landhuis                                                                      |
| Boerderij van het kop-romp type, behorend bij het landgoed almelo                                                                                               | Boerderij                    | 1939                                            |                                       | Gravenallee 14              | 52° 21' 31" NB, 6° 40' 19" OL | 507706 | Meer afbeeldingen                                                             |
| Stoomspinnerij Twenthe | Industrie                    | 1916                                            |                                       | Twenthe-plein 3             | 52° 21' 23" NB, 6° 39' 31" OL | 507707 | Stoomspinnerij Twenthe                                                        |
| Draaibrug met tuiwerk ("Linkerbruggetje") | Brug                         | ca. 1890                                        |                                       | Bij Sluiskade Zuidzijde 205 | 52° 21' 49" NB, 6° 40' 50" OL | 507708 | Draaibrug met tuiwerk ("Linkerbruggetje")                                     |
| Reefman | Boerderij                    | 1864                                            |                                       | Bolkshoeksweg 44            | 52° 20' 38" NB, 6° 41' 43" OL | 507711 | Meer afbeeldingen                                                             |
| Groot vrijstaand herenhuis in art-nouveaustijl | Woonhuis                     | 1910                                            |                                       | Ootmarsumsestraat 87        | 52° 21' 51" NB, 6° 40' 8" OL  | 507712 | Groot vrijstaand herenhuis in art-nouveaustijl                                |
| Groot vrijstaand herenhuis in art-nouveaustijl | Woonhuis                     | 1907                                            |                                       | Ootmarsumsestraat 85        | 52° 21' 50" NB, 6° 40' 8" OL  | 507713 | Groot vrijstaand herenhuis in art-nouveaustijl                                |
| Groot vrijstaand herenhuis in art-nouveaustijl | Woonhuis                     | 1905                                            |                                       | Ootmarsumsestraat 83        | 52° 21' 49" NB, 6° 40' 8" OL  | 507714 | Groot vrijstaand herenhuis in art-nouveaustijl                                |
| Wendelgoor | Kasteel, buitenplaats        | 1931                                            |                                       | Schuilenburglaan 7          | 52° 21' 26" NB, 6° 37' 24" OL | 507715 | Meer afbeeldingen                                                             |
| Boerderij behorend bij landgoed Almelo | Boerderij                    | 1857                                            |                                       | Vissedijk 37                | 52° 21' 53" NB, 6° 39' 21" OL | 507716 | Meer afbeeldingen                                                             |
| Theekoepel behorend bij het landgoed van kasteel Almelo | Tuin, park en plantsoen      | 1890                                            |                                       | Gravenallee                 | 52° 21' 25" NB, 6° 40' 26" OL | 507717 | Meer afbeeldingen                                                             |
| Pellewever/Stegers | Boerderij                    | 1876                                            |                                       | Bolkshoeksweg 36            | 52° 20' 44" NB, 6° 41' 56" OL | 507671 | Meer afbeeldingen                                                             |
| Huis Almelo: hoofdgebouw | Kasteel, buitenplaats        | 1318 (vermeld) 1662 (vernieuwd) 1883 (hersteld) |                                       | Gravenallee 1               | 52° 21' 28" NB, 6° 40' 8" OL  | 529404 | Meer afbeeldingen                                                             |
| Huis Almelo: historische tuin- en parkaanleg | Tuin, park en plantsoen      | 17e of 18e eeuw                                 |                                       | Gravenallee bij 1           | 52° 21' 40" NB, 6° 41' 7" OL  | 529405 | Upload foto                                                                   |
| Huis Almelo: noordelijk of rechter bouwhuis | Bijgebouwen kastelen enz.    | 1695 (bouw) 1910 (herbouw)                      |                                       | Gravenallee 5               | 52° 21' 29" NB, 6° 40' 12" OL | 529406 | Meer afbeeldingen                                                             |
| Huis Almelo: oranjerie | Tuin, park en plantsoen      | eind 18e eeuw                                   |                                       | Gravenallee 7               | 52° 21' 32" NB, 6° 40' 12" OL | 529407 | Meer afbeeldingen                                                             |
| Huis Almelo: Brug | Tuin, park en plantsoen      | mogelijk eind 19e eeuw                          |                                       | Gravenallee bij 1           | 52° 21' 28" NB, 6° 40' 8" OL  | 529408 | Huis Almelo: Brug                                                             |
| Huis Almelo: toegangshek | Erfscheiding                 | 1883                                            |                                       | Gravenallee bij 1           | 52° 21' 28" NB, 6° 40' 8" OL  | 529409 | Meer afbeeldingen                                                             |
| Huis Almelo: zonnewijzer | Tuin, park en plantsoen      | ca. 1700                                        |                                       | Gravenallee bij 1           | 52° 21' 28" NB, 6° 40' 8" OL  | 529410 | Upload foto                                                                   |
| Huis Almelo: grafmonument en grafzerk | Begraafplaats en -onderdl    | 1875                                            |                                       | Gravenallee bij 1           | 52° 21' 28" NB, 6° 40' 8" OL  | 529411 | Meer afbeeldingen                                                             |
| Huis Almelo: voormalig tolhuis | Overheidsgebouw              | eerste helft 19e eeuw                           |                                       | Gravenallee 18              | 52° 21' 39" NB, 6° 41' 14" OL | 529412 | Meer afbeeldingen                                                             |
| Voormalige rentmeesterswoning | Huis Almelo: dienstwoning    | ca. 1870                                        |                                       | Gravenallee 10              | 52° 21' 33" NB, 6° 40' 15" OL | 529413 | Voormalige rentmeesterswoning                                                 |
| Huis Almelo: voormalige jachtopzienerswoning | Dienstwoning                 |                                                 |                                       | Gravenallee 9               | 52° 21' 36" NB, 6° 41' 5" OL  | 529414 | Huis Almelo: voormalige jachtopzienerswoning                                  |
| Huis Almelo: zuidelijk of linkerbouwhuis | Bijgebouwen kastelen enz.    | 1930                                            |                                       | Gravenallee 3               | 52° 21' 27" NB, 6° 40' 13" OL | 530046 | Huis Almelo: zuidelijk of linkerbouwhuis                                      |
| Huis Almelo: bakhuisje | Boerderij                    |                                                 |                                       | Gravenallee bij 9           | 52° 21' 36" NB, 6° 41' 5" OL  | 530047 | Upload foto                                                                   |
| Heracles tribune | tribune                      | 1924                                            | M. Krabshuis                          | Bornsestraat 280A           | 52° 20' 43" NB, 6° 41' 15" OL | 531044 | Meer afbeeldingen                                                             |
| Station Almelo | Stationsgebouw               | 1960                                            |                                       | Stationsplein 1             | 52° 21' 21" NB, 6° 39' 26" OL | 532159 | Meer afbeeldingen                                                             |